# Montboudif
Montboudif (Montbodiu en occitan) est une commune française située dans le département du Cantal, en région Auvergne-Rhône-Alpes.
Ses habitants sont appelés les Boudimontois et les Boudimontoises.

## Géographie
La commune est située en Artense, à la limite des monts du Cézallier. Elle est bordée au sud par la Rhue et au nord et à l'ouest par son affluent, le ruisseau de Gabacut.

### Communes limitrophes
|               | Saint-Genès-Champespe (Puy-de-Dôme) | Égliseneuve-d'Entraigues (Puy-de-Dôme) |
| Trémouille    | Montboudif                          |                                        |
| Saint-Amandin |                                     | Condat                                 |

### Climat
Pour des articles plus généraux, voir Climat d'Auvergne-Rhône-Alpes et Climat du Cantal.
En 2010, le climat de la commune est de type climat de montagne, selon une étude du CNRS s'appuyant sur une série de données couvrant la période 1971-2000. En 2020, Météo-France publie une typologie des climats de la France métropolitaine dans laquelle la commune est exposée à un climat de montagne ou de marges de montagne et est dans la région climatique  Ouest et nord-ouest du Massif Central, caractérisée par une pluviométrie annuelle de 900 à 1 500 mm, maximale en automne et en hiver. 
Pour la période 1971-2000, la température annuelle moyenne est de 8,2 °C, avec une amplitude thermique annuelle de 15 °C. Le cumul annuel moyen de précipitations est de 1 366 mm, avec 13,4 jours de précipitations en janvier et 9,4 jours en juillet. Pour la période 1991-2020, la température moyenne annuelle observée sur la station météorologique de Météo-France la plus proche, sur la commune de Marcenat à 10 km à vol d'oiseau, est de 7,7 °C et le cumul annuel moyen de précipitations est de 1 174,5 mm,. Pour l'avenir, les paramètres climatiques de la commune estimés pour 2050 selon différents scénarios d'émission de gaz à effet de serre sont consultables sur un site dédié publié par Météo-France en novembre 2022.

## Urbanisme

### Typologie
Au 1er janvier 2024, Montboudif est catégorisée commune rurale à habitat très dispersé, selon la nouvelle grille communale de densité à 7 niveaux définie par l'Insee en 2022.
Elle est située hors unité urbaine et hors attraction des villes,.

### Occupation des sols
L'occupation des sols de la commune, telle qu'elle ressort de la base de données européenne d’occupation biophysique des sols Corine Land Cover (CLC), est marquée par l'importance des territoires agricoles (67,5 % en 2018), en diminution par rapport à 1990 (69,2 %). La répartition détaillée en 2018 est la suivante : 
prairies (60 %), forêts (28,1 %), zones agricoles hétérogènes (7,5 %), milieux à végétation arbustive et/ou herbacée (4,4 %). L'évolution de l’occupation des sols de la commune et de ses infrastructures peut être observée sur les différentes représentations cartographiques du territoire : la carte de Cassini (XVIIIe siècle), la carte d'état-major (1820-1866) et les cartes ou photos aériennes de l'IGN pour la période actuelle (1950 à aujourd'hui).

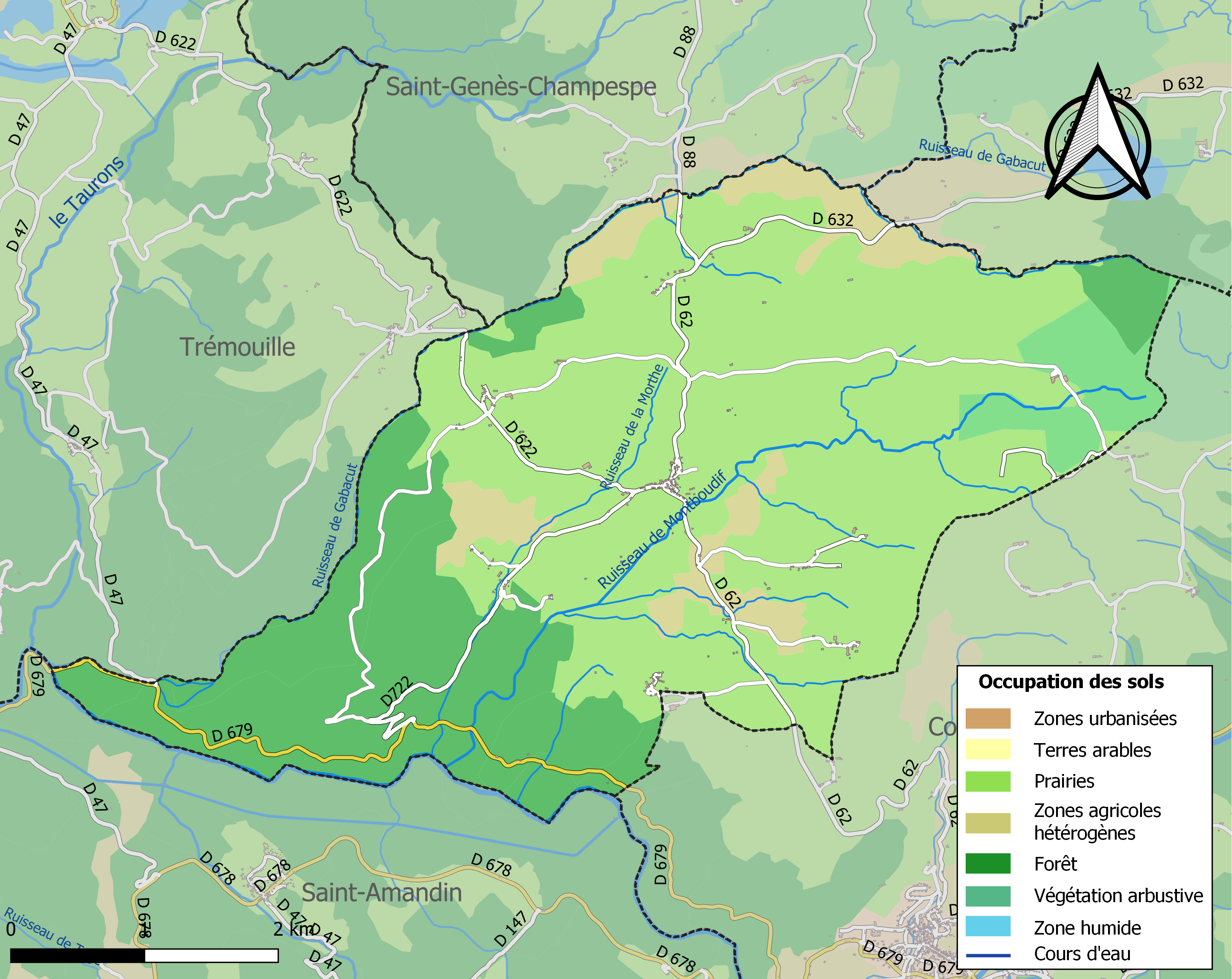
Carte des infrastructures et de l'occupation des sols de la commune en 2018 (CLC).

### Habitat et logement
En 2018, le nombre total de logements dans la commune était de 179, alors qu'il était de 168 en 2013 et de 168 en 2008.
Parmi ces logements, 52,8 % étaient des résidences principales, 31,3 % des résidences secondaires et 15,9 % des logements vacants. Ces logements étaient pour 93,7 % d'entre eux des maisons individuelles et pour 5,7 % des appartements.
Le tableau ci-dessous présente la typologie des logements à Montboudif en 2018 en comparaison avec celle du Cantal et de la France entière. Une caractéristique marquante du parc de logements est ainsi une proportion de résidences secondaires et logements occasionnels (31,3 %) supérieure à celle du département (20,4 %) et à celle de la France entière (9,7 %). Concernant le statut d'occupation de ces logements, 79,1 % des habitants de la commune sont propriétaires de leur logement (80 % en 2013), contre 70,4 % pour le Cantal et 57,5 pour la France entière.
| Typologie                                               | Montboudif | Cantal | France entière |
| ------------------------------------------------------- | ---------- | ------ | -------------- |
| Résidences principales (en %)                           | 52,8       | 67,7   | 82,1           |
| Résidences secondaires et logements occasionnels (en %) | 31,3       | 20,4   | 9,7            |
| Logements vacants (en %)                                | 15,9       | 11,9   | 8,2            |

## Toponymie
Le nom Montboudif est un oronyme venant du latin montem (mont) votivus (votif, consacré ou bien désiré, à souhait, agréable). On retrouve, au fil des siècles, les orthographes suivantes : Mondobif, Monboudictz, Mondoudiouf, Monboudiau.

## Histoire
Le 14 juin 1865, Montboudif est érigée en commune par démembrement de Condat,. Elle fait partie de l'arrondissement de Murat jusqu'en 1926 et du canton de Marcenat puis Condat jusqu'en 2015.
Elle est membre de la communauté de communes du Cézallier jusqu'en décembre 2016. Puis, de janvier 2017 à décembre 2018, de Hautes Terres Communauté avant de rejoindre, avec plusieurs de ses voisines, le 1er janvier 2019, la communauté de communes du Pays Gentiane.

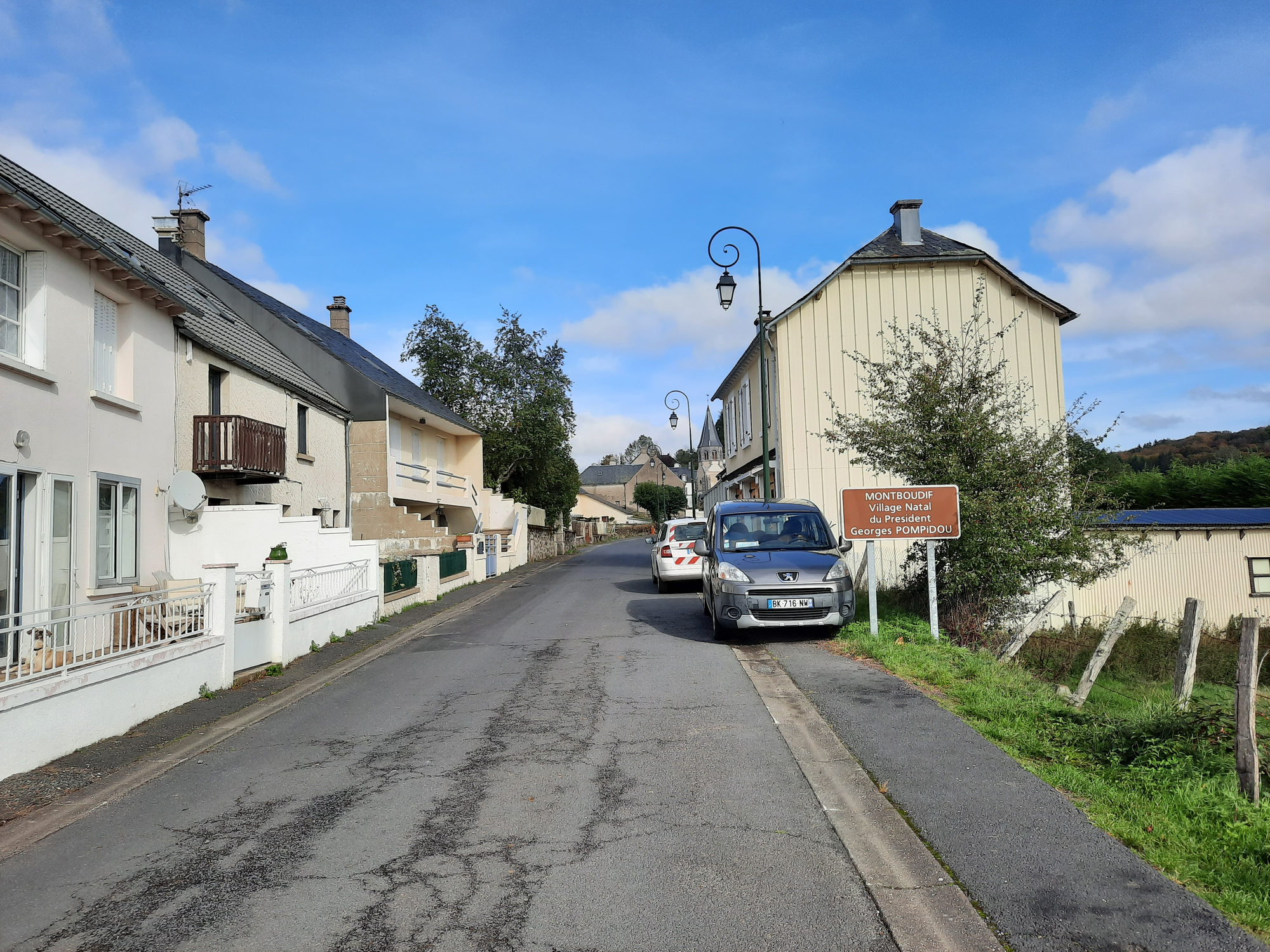
Entrée du village

Montboudif est le village natal de Georges Pompidou, Premier ministre de Charles de Gaulle de 1962 à 1968 puis président de la République de 1969 à 1974. Il y a vécu, ses grands-parents étaient de modestes agriculteurs. Il fut d'ailleurs élu deux fois député de la deuxième circonscription du Cantal en 1967 et 1969, même s'il fut également conseiller municipal de Cajarc, une commune du Lot.
En 1927 a été construit le barrage des Essarts.
Une partie du personnel logeait à l'hôtel de Cornillou, dont un ingénieur russe.

## Politique et administration

### Administration
Le village de Montboudif appartient à l'arrondissement de Saint-Flour et au canton de Riom-ès-Montagnes. Le conseil municipal compte 11 conseillers.

### Liste des maires
| Période                                  | Période      | Identité         | Étiquette | Qualité                   |
| ---------------------------------------- | ------------ | ---------------- | --------- | ------------------------- |
| 1865                                     | 1891         | Louis Trapenard  |           |                           |
| 1891                                     | 1900         | Jean Espinoux    |           |                           |
| 1900                                     | 1908         | Jean Juillard    |           |                           |
| 1908                                     | 1929         | Jean Espinoux    |           |                           |
| 1929                                     | 1940         | François Moins   |           |                           |
| 1940                                     | février 1953 | Antoine Michalet |           |                           |
| février 1953                             | mai 1953     | Henri Flagel     |           |                           |
| mai 1953                                 | 1977         | Jean Michalet    |           |                           |
| 1977                                     | 1983         | Georges Auriel   |           |                           |
| 1987                                     | 1987         | Jean Niocel      |           |                           |
| 1987                                     | 1995         | Bernard Mage     |           |                           |
| mars 2001                                | juillet 2020 | Lucien Bonhomme  | LR        | Agriculteur retraité      |
| juillet 2020                             | En cours     | Chrystèle Serre  | SE        | Préparatrice en Pharmacie |
| Les données manquantes sont à compléter. |              |                  |           |                           |

## Démographie
L'évolution du nombre d'habitants est connue à travers les recensements de la population effectués dans la commune depuis 1866. Pour les communes de moins de 10 000 habitants, une enquête de recensement portant sur toute la population est réalisée tous les cinq ans, les populations de référence des années intermédiaires étant quant à elles estimées par interpolation ou extrapolation. Pour la commune, le premier recensement exhaustif entrant dans le cadre du nouveau dispositif a été réalisé en 2005.

En 2022, la commune comptait 163 habitants, en évolution de −13,76 % par rapport à 2016 (Cantal : −1,08 %, France hors Mayotte : +2,11 %).
| 1866 | 1872 | 1876 | 1881 | 1886 | 1891 | 1896 | 1901 | 1906 |
| ---- | ---- | ---- | ---- | ---- | ---- | ---- | ---- | ---- |
| 638  | 647  | 619  | 730  | 707  | 675  | 617  | 578  | 603  |

| 1911 | 1921 | 1926 | 1931 | 1936 | 1946 | 1954 | 1962 | 1968 |
| ---- | ---- | ---- | ---- | ---- | ---- | ---- | ---- | ---- |
| 614  | 584  | 672  | 580  | 533  | 503  | 527  | 527  | 512  |

| 1975 | 1982 | 1990 | 1999 | 2005 | 2006 | 2010 | 2015 | 2020 |
| ---- | ---- | ---- | ---- | ---- | ---- | ---- | ---- | ---- |
| 339  | 311  | 251  | 231  | 226  | 222  | 186  | 190  | 166  |

| 2022 | - | - | - | - | - | - | - | - |
| ---- | - | - | - | - | - | - | - | - |
| 163  | - | - | - | - | - | - | - | - |

## Culture locale et patrimoine

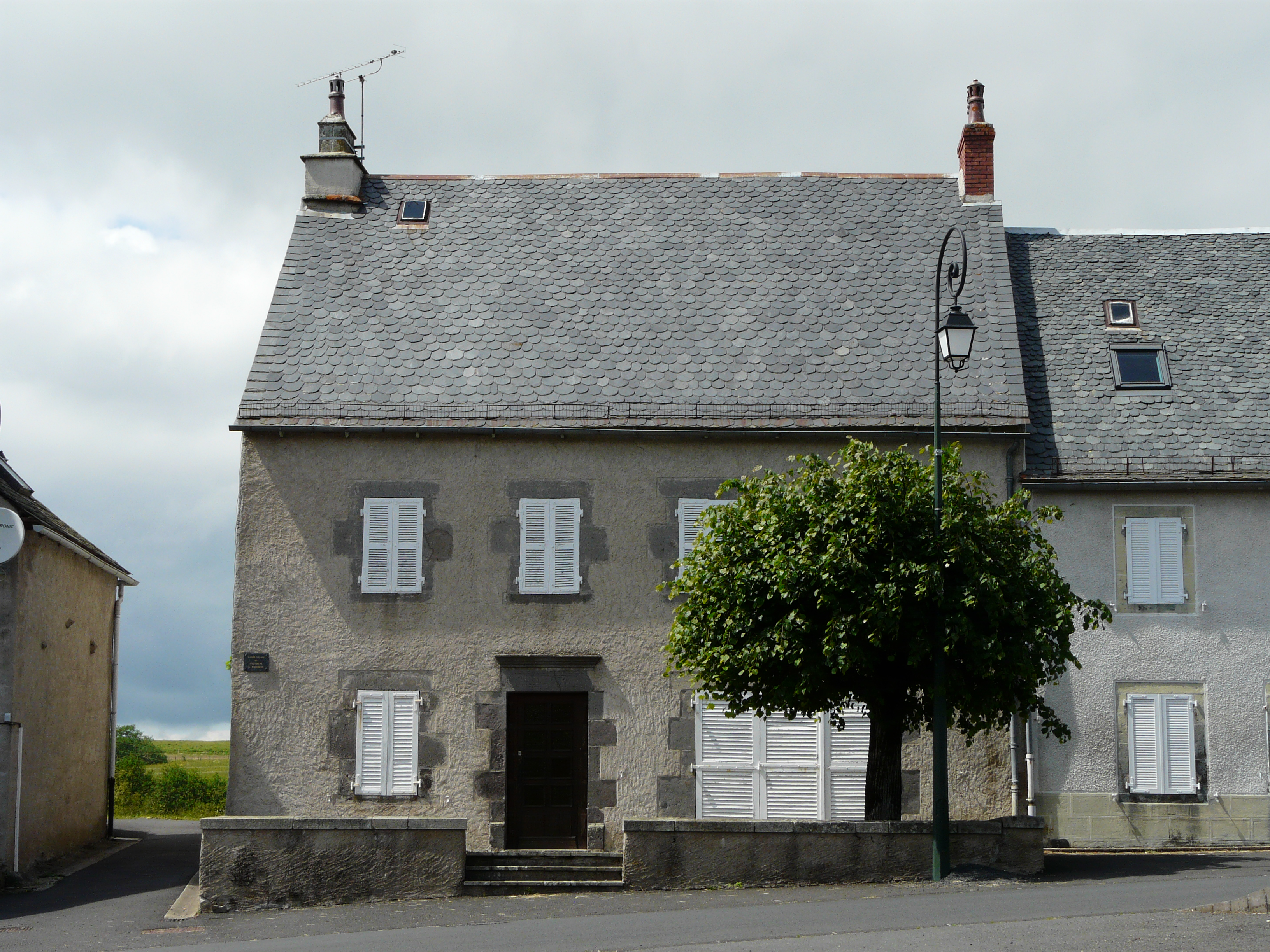
La maison natale de Georges Pompidou.

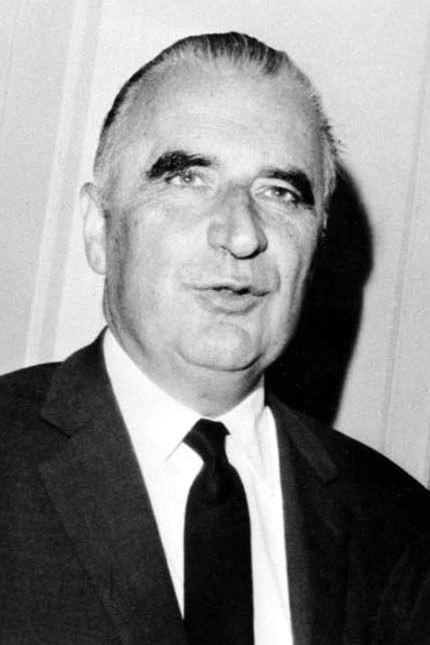
Georges Pompidou.

### Lieux et monuments
- L'église Sainte-Anne.
- Le barrage des Essarts se trouve en partie sur la commune, sur la Grande Rhue, à la limite avec Saint-Amandin.
- Musée Pompidou.
- La maison natale de Georges Pompidou.
- Le buste de Georges Pompidou, réalisé par Jean Chauchard.

### Personnalités liées à la commune
- Georges Pompidou (1911-1974), président de la République française, est né à Montboudif.
- Louis Chavignier (1922-1972), sculpteur, est né à Montboudif.